# Episodi di Flikken - Coppia in giallo (quindicesima stagione)
La quindicesima stagione della serie televisiva Flikken - Coppia in giallo è stata trasmessa in anteprima nei Paesi Bassi da NPO 1 tra l'8 gennaio 2021 e il 19 marzo 2021.
| nº | Titolo originale           | Titolo italiano | Prima TV Paesi Bassi | Prima TV Italia |
| -- | -------------------------- | --------------- | -------------------- | --------------- |
| 1  | Gerechtigheid              | inedito         | 8 gennaio 2021       | inedito         |
| 2  | Vuurdoop                   | inedito         | 15 gennaio 2021      | inedito         |
| 3  | De Fantast                 | inedito         | 22 gennaio 2021      | inedito         |
| 4  | De Laatste Date            | inedito         | 29 gennaio 2021      | inedito         |
| 5  | De Kanoman                 | inedito         | 5 febbraio 2021      | inedito         |
| 6  | Camping                    | inedito         | 12 febbraio 2021     | inedito         |
| 7  | Moord op de President      | inedito         | 19 febbraio 2021     | inedito         |
| 8  | Piggy Hunt                 | inedito         | 26 febbraio 2021     | inedito         |
| 9  | Dead Zone                  | inedito         | 5 marzo 2021         | inedito         |
| 10 | Hoop sterft het laatst (1) | inedito         | 12 marzo 2021        | inedito         |
| 11 | Hoop sterft het laatst (2) | inedito         | 19 marzo 2021        | inedito         |